# Sclerolinum javanicum
Sclerolinum javanicum — вид багатощетинкових кільчастих червів родини Погонофори (Siboglinidae). Абісальний вид, що поширений на сході Індійського океану. Вперше був зібраний у 1959 році експедицією дослідницького судна «Вітязь» з дна Яванської западини на глибині близько 6 тис. м.